# 小米空木
小米空木（学名：Stephanandra incisa）为蔷薇科小米空木属下的一个种。